# Tora Aasland

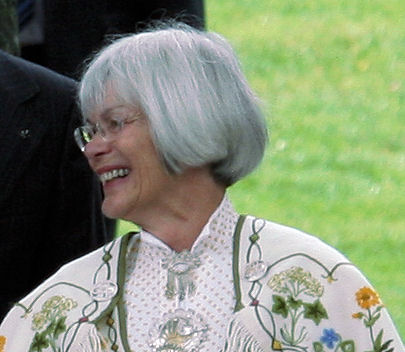
Tora Aasland (2007)

Tora Aasland (* 6. November 1942 in Skien, Telemark) ist eine norwegische Politikerin der Sozialistischen Linkspartei (SV). Von 2007 bis 2012 war sie Wissenschaftsministerin mit der Zuständigkeit für Forschung sowie berufliche und universitäre Ausbildung. 

## Ausbildung
Aasland studierte 1961 am Handelsgymnasium Telemark und legte am Colby Jr. College in New Hampshire in den USA im folgenden Jahr das Examen ab. 1965 legte sie an der Norske Kvinners Nasjonalråds sosialskole das Examen ab. 1973 machte sie den Abschluss in Soziologie an der Universität Oslo und forschte am Gesellschaftsforschungsinstitut. Sie war Generalsekretärin des Sachliterarischen Schriftstellerverbandes von 1983 bis 1985.

## Politische Tätigkeit
Von 1975 bis 1983 war sie Mitglied im Kommunalparlament von Nesodden. 1985 wurde sie für den Wahlkreis Akershus in das Storting gewählt und 1991 zum Fylkesmann in Rogaland ernannt (Amtsantritt 1993). Bis zu ihrer Ernennung als Ministerin 2007 war sie die einzige SV-Politikerin, die das Amt eines Fylkesmannes innehatte. Als Fylkesmann war sie Mitglied zahlreicher öffentlicher Ausschüsse. 2005 wurde sie mit der Ernennung zum Kommandeur des Sankt-Olav-Ordens für ihren gesellschaftlichen Einsatz geehrt.
Bei der Kabinettsumbildung am 18. Oktober 2007 wurde Tora Aasland Ministerin für Bildung mit der Verantwortung für berufliche und universitäre Ausbildung und Forschung in der Regierung Jens Stoltenberg II. Am 23. März 2012 besetzte die SV ihre Kabinettsposten neu, Aasland musste die Regierung verlassen.